# Elise Prehn
Elise Prehn (* 9. August 1848 in Altona; † 11. Juni 1918 in Kiel) war eine deutsche Blumenmalerin.

## Leben
Elise Prehn war die Tochter eines Oberappellationsgerichtsrats.
Sie wurde von der Blumenmalerin Clara von Sivers und der Blumen-, Stillleben- und Landschaftsmalerin Helene Stromeyer in Karlsruhe ausgebildet. Nach ihrer Ausbildung lebte sie noch einige Zeit in Karlsruhe und später in Kiel bei ihrer Mutter; dort unterrichtete sie selbst einige Jahre Blumenmalerei. In Karlsruhe war sie in Sophienstr. 38 und in Kiel in Schlossgarten 12 ansässig.
Der Schwerpunkt ihrer Arbeiten lag auf der Blumenmalerei; daneben schuf sie auch landschaftliche Aquarelle, Porträts in Pastell und Öl und fertigte kunstgewerbliche Arbeiten an.
Anlässlich der Hochzeit 1885 von Prinzessin Karoline Mathilde von Schleswig-Holstein (1860–1932) mit dem Prinzen Friedrich Ferdinand von Glücksburg wurde ein Windschirm als Hochzeitsgeschenk der Kieler Frauen überreicht. Die auf diesem Bildschirm gemalten Blumengirlanden stammten von Elise Prehn und Charlotte Valentiner.
Zu ihren Schülerinnen gehörte unter anderem Fanny Stresow.

## Ausstellungen
- 1878: Ausstellung der Königlichen Preußischen Akademie der Künste;
- 1880: Ausstellung des Sächsischen Kunstvereins; Gewerbeausstellung in Kiel
- 1881: Ausstellung des Sächsischen Kunstvereins; Ausstellung der Königlichen Akademie der bildenden Künste in Dresden[4][5]
- 1882: Ausstellung des Sächsischen Kunstvereins;
- 1883: Ausstellung des Sächsischen Kunstvereins[6]; Internationale Kunstausstellung im Glaspalast in München[7];  Ausstellung der Königlichen Akademie der bildenden Künste in Dresden[8];
- 1884: Ausstellung der Königlichen Akademie der bildenden Künste in Dresden[9]; Ausstellung des Schleswig-Holsteinischen Kunstvereins;
- 1888: Ausstellung der Königlichen Akademie der bildenden Künste in Dresden[10];
- 1890: Ausstellung des Sächsischen Kunstvereins; Bremer Allgemeine Kunstausstellung; Gewerbeausstellung in Kiel;
- 1891: Kunstausstellung des Düsseldorfer Kunstvereins;
- 1892: Ausstellung des Sächsischen Kunstvereins;
- 1893: Ausstellung des Sächsischen Kunstvereins; Ausstellung des Vereins Berliner Künstlerinnen; World’s Columbian Exposition in Chicago;
- 1894 1. Ausstellung der Schleswig-Holsteinischen Kunstgenossenschaft;
- 1896: Ausstellung der Provinz Schleswig-Holstein in Kiel;
- 1898: Ausstellung des Vereins Berliner Künstlerinnen;
- 1901: Ausstellung des Vereins Berliner Künstlerinnen;
- 1903: Ausstellung des Schleswig-Holsteinischen Kunstvereins;
- 1904: Ausstellung des Schleswig-Holsteinischen Kunstvereins;
- 1909: Ausstellung des Schleswig-Holsteinischen Kunstvereins;
- 1913: Ausstellung des Schleswig-Holsteinischen Kunstvereins.

## Mitgliedschaften
Elise Prehn war Mitglied des Vereins Berliner Künstlerinnen.

## Ehrungen und Auszeichnungen
Elise Prehn wurde 1880 auf der Gewerbeausstellung in Kiel ein Diplom zuerkannt und sie erhielt für ihre Fächermalerei 1893 auf der Weltausstellung in Chicago eine Medaille.

## Werke (Auswahl)
- Glockenblumen.
- Schneerosen.
- Rosen am Wasser.
- Päonien.